# Nowa Rokitnia
Nowa Rokitnia – wieś w Polsce położona w województwie lubelskim, w powiecie ryckim, w gminie Stężyca.
W latach 1975–1998 miejscowość należała administracyjnie do ówczesnego województwa lubelskiego.
Wieś jest sołectwem w gminie Stężyca. Według Narodowego Spisu Powszechnego z roku 2011 wieś liczyła 192 mieszkańców.
Wierni Kościoła rzymskokatolickiego należą do parafii św. Marcina w Stężycy.

## Historia
Rokitna alias Rokitnia, Rokitno, wieś w powiecie garwolińskim, gminie Pawłowice, parafii Stężyca. W roku 1888 wieś posiadała szkołę początkową, 65 domów i 513 mieszkańców, gruntu 1853 mórg. W 1827 roku było 55 domów i 297 mieszkańców. Rokitna to stara wieś królewska w 1664 w powiecie  i starostwie stężyckim, miała 30 domów i 2½, łana kmiecego gruntów.